# Eugenia heterochroma
Eugenia heterochroma är en myrtenväxtart som beskrevs av Friedrich Ludwig Diels. Eugenia heterochroma ingår i släktet Eugenia och familjen myrtenväxter. Inga underarter finns listade i Catalogue of Life.